# Souvenir de Lucie
'Souvenir de Lucie' est un cultivar de rosier obtenu en 1893 en France par Mme Schwartz,. Il est issu d'un croisement 'Fellemberg' x 'Ernestine de Barante' (Lacharme, 1843).

## Description
Il s'agit d'un hybride de rosier de Noisette aux fleurs rose carmin (parfois aux nuances rubis) et au revers d'un rose plus pâle. Elles sont doubles, légèrement parfumées et de taille moyenne, fleurissant en bouquets. La floraison est très légèrement remontante.
L'arbuste très vigoureux peut être dirigé en petit grimpant atteignant 200 cm à 250 cm de hauteur, et peut se conduire sur des arches, des pergolas et les façades.
On peut l'admirer à l'Europa-Rosarium de Sangerhausen. Sa couleur subtile est fort appréciée des amateurs de roses romantiques. Cette rose figure toujours en bonne place dans les catalogues internationaux.